# Peter Blom
Peter Blom, född den 27 maj 1828 i Drammen, död den 21 september 1912  i Gjøvik, var en norsk präst och författare.
Blom  blev 1854 teologie kandidat och studerade 1855–57 kyrkomusik, harmonilära och instrumentation vid konservatoriet i Bryssel samt uppträdde även som kompositör, bland annat med orkesterfantasin En drøm på høifjeldet. Efter ett par års lärarverksamhet vid Dahlska skolan i Grimstad blev han 1859 präst vid den svensk-norska legationen i Konstantinopel och utvecklade i denna egenskap en högst beaktansvärd verksamhet. Senare var han pastor i Valle 1864–80 och i Vardal från 1880. Han utgav flera andliga diktsamlingar, predikosamlingen Lov og evangelium (1867), Reiseskildringer fra Orienten (1870 och 1875) samt värdefulla topografiska arbeten över Valle (1895) och Vardal (1899).